# Wiktor Sarezkyj

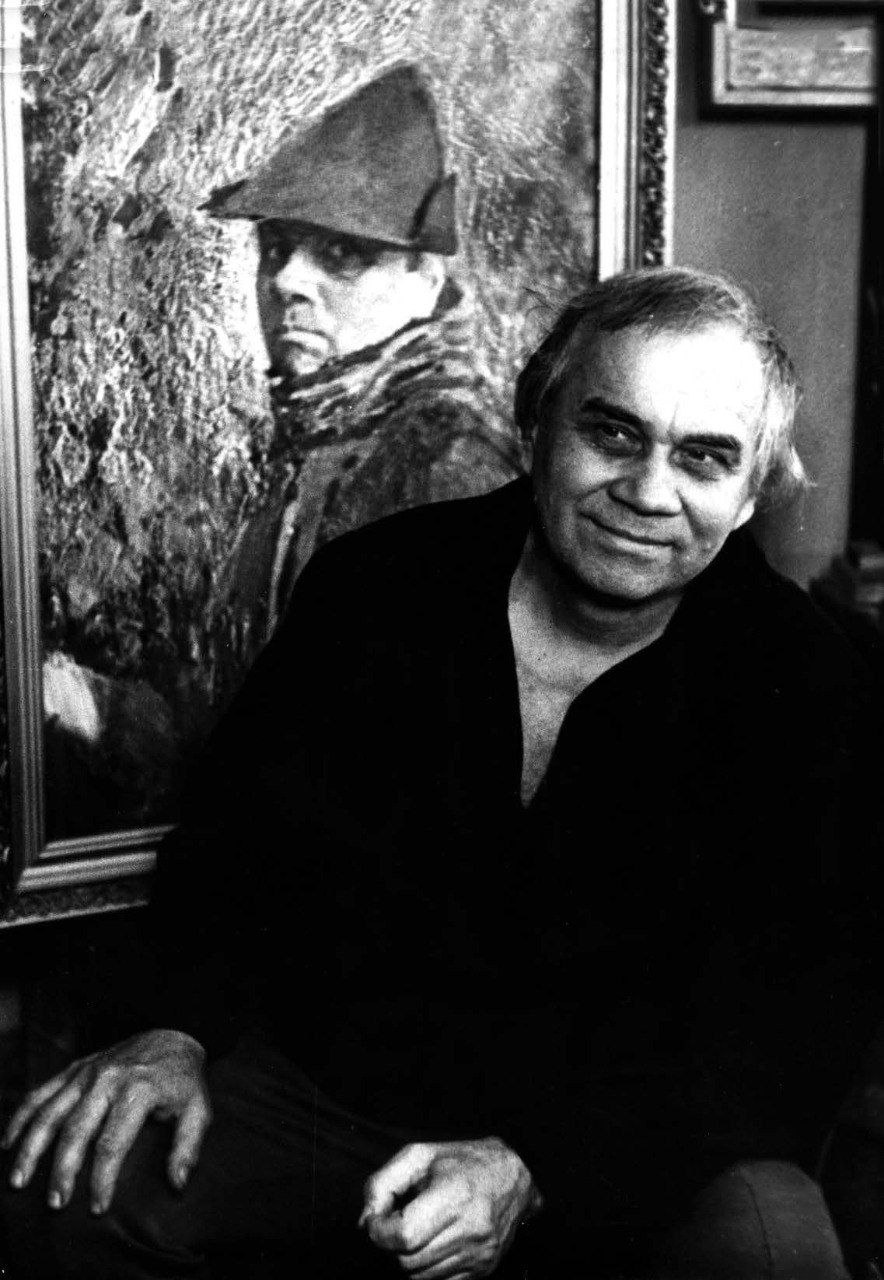
Wiktor Sarezky

Wiktor Iwanowitsch Sarezky (ukrainisch Ві́ктор Іва́нович Заре́цький; * 8. Februar 1925 in Bilopillja; † 23. August 1990 in Kiew) war ein sowjetisch-ukrainischer Maler und Pädagoge. Er war Mitglied der Nationalen Union der Künstler der Ukraine, Vertreter der Sechziger und Preisträger des Taras-Schewtschenko-Staatspreises der Ukraine 1994 (posthum). Er war Ehemann von Alla Horska.

## Leben
Wiktor Sarezkyj wurde am 8. Februar 1925 in Bilopillja (heute Oblast Sumy) geboren. Er entstammte einer wohlhabenden Kosakenfamilie. Seine Kindheit verbrachte er in den Arbeiterdörfern Horliwka und Stalino in Donbas, wo sein Vater als Buchhalter arbeitete. Die Familie wurde Zeuge des Holodomor. Nach dem Ausbruch des Krieges im Jahr 1941 wurde er mit seinen Eltern in die Stadt Gubacha im Gebiet Perm umgesiedelt. 1943 wurde er zur Roten Armee eingezogen. Anschließend studierte und lehrte Wiktor Sarezkyj am Kunstinstitut in Kiew. Gemeinsam mit seiner Frau Alla Horska und anderen Künstlern schuf er große Mosaike und Wandmalereien wie Prometheus, Erde und Feuer in Donezk, Lebensbaum und Traumvogel in Mariupol und Fahne des Sieges in Krasnodon. Zur selben Zeit arbeitete der Künstler an Gemälden im avantgardistischen Stil.
1968 unterzeichnet er einen öffentlichen Protestbrief gegen illegale Verhaftungen und Geheimprozesse gegen Dissidenten. Infolgedessen wurde er aus der Union der Künstler der Ukraine ausgeschlossen. Das Jahr 1970 war besonders tragisch für Sarezkyj: Am 28. November verlor er sowohl seinen Vater als auch seine Frau. Allas Horskas Freunde hatten keinen Zweifel daran, dass der Mord geplant und von Geheimdiensten ausgeführt wurde.
Ab 1978 arbeitete Sarezkyj in seinem eigenen Kunstatelier und betreute über 200 Schüler. In den 1970er- und 1980er-Jahren wandte er sich vom sozialistischen Realismus ab und entwickelte einen eigenen Stil, der vom Jugendstil und insbesondere von Gustav Klimt inspiriert war. In seinem Werk Oj kum do kumi salyzjawsja (1988) griff Sarezkyj das Motiv von Klimts Der Kuss auf und kombinierte es mit ukrainischen Elementen.